# 조셉 줄리안 소리아
조지프 줄리언 소리아(Joseph Julian Soria, 1986년 8월 28일 ~ )는 미국의 배우이다.
로스앤젤레스에서 태어났다.

## 출연 작품
- 오피서 다운 (2016년)
- 더퍼지: 심판의날 (2016년)
- 맥스 (2015년) - 에밀리오 역
- 슈퍼패스트! (2015년) - 세자르 역
- 신을 믿습니까? (2015년) - 카를로스 역
- 캠프 엑스레이 (2014년)
- EDM: 악마의 소리 (2013년)
- 라인 오브 듀티 (2013, Mission Park) - 데릭 역
- 어시스팅 비너스 (2010년)
- 베나비데스 보른 (2010년)
- 하이 스쿨 (2010년)
- 아드레날린 24 2 (2009년) - 치코 역
- 분노의 질주: 더 오리지널 (2009년)
- 트루 러브드 (2008년)
- 햄릿 2 (2008년)

### 텔레비전
- 쉴드: XX 강력반 (2005)
- CSI: 마이애미 (2005, 2010)
- 브라더스 & 시스터스 (2007)
- NCIS (2009)
- 클로저 (2009)
- 본즈 (2009)
- 사우스랜드 (2009-10)
- 라이 투 미 (2010)
- 선스 오브 아나키 (2010)
- 덱스터 (2010) - 카를로스 역
- 아미 와이브즈 (2012)
- 수퍼내추럴 (2014)
- 나이트 시프트 (2014-15)
- 아메리칸 크라임 (2015)
- 그림 형제 (2016)
- 애니멀 킹덤 (2016-18)
- 하와이 파이브-0 (2019)
- 헨테파이드 (2020-현재)